# فرانسوا بون
فرانسوا بون (به فرانسوی: François Bon) نویسنده قرن بیستم میلادی اهل فرانسه است.